# Casa cantonada carrer Pi i Ralló i carrer Sant Ramon, 2
La Casa cantonada carrer Pi i Ralló i carrer Sant Ramon, 2 és una obra gòtica de Begur (Baix Empordà) inclosa a l'Inventari del Patrimoni Arquitectònic de Catalunya.

## Descripció
Finestra d'arc gotitzant amb un petit tema floral al mig de la punxa de l'arc. Tota ella emmarcada en pedra. L'ampit és de motllures de mitja canya i li en manca un tros. Els costats de la finestra són bisellats.
La casa a la qual pertany està en bon estat.
Cal parlar també del ràfec de la casa que és de 5 filades alternades de rajols plans i teules girades.